# 社会運動・三色の炎
社会運動・三色の炎（しゃかいうんどう・さんしょくのほのお、伊：Movimento Sociale Fiamma Tricolore、略称："MS-FT"）は、イタリアの政党。書記長は、ルカ・ロマニョーリ（第2代）。

## 概要
- 2014年欧州議会選挙に立候補せず、公式サイトは閉鎖されている